# Håkon Bryhn
Håkon Bryhn   (Oslo, 14 d'agost de 1901 - 15 de desembre de 1968) va ser un regatista noruec que va competir durant la dècada de 1920.
El 1928 va prendre part en els Jocs Olímpics d'Amsterdam, on va guanyar la medalla d'or en la regata de 6 metres del programa de vela, a bord del Norna, junt a Olaf de Noruega, Johan Anker i Erik Anker.